# Georgia Simmerling
Georgia Simmerling (Calgary, 11 de marzo de 1989) es una deportista canadiense que compite en ciclismo en las modalidades de pista y ruta. Anteriormente había competido en dos deportes de invierno: esquí alpino y esquí acrobático. Es abiertamente lesbiana.
Participó en dos Juegos Olímpicos de Verano, obteniendo una medalla de bronce en Río de Janeiro 2016, en la prueba de persecución por equipos (haciendo equipo con Allison Beveridge, Jasmin Glaesser y Kirsti Lay), y el cuarto lugar en Tokio 2020. También compitió en dos Juegos Olímpicos de Invierno, en los que consiguió el 27.º lugar en Vancouver 2010 (en el supergigante de equí alpino) y el 14.º en Sochi 2014 (en el campo a través de esquí acrobático).
Ganó una medalla de plata en el Campeonato Mundial de Ciclismo en Pista de 2016, en la prueba de persecución por equipos.

## Medallero internacional
| Juegos Olímpicos   | Juegos Olímpicos        | Juegos Olímpicos  | Juegos Olímpicos        |
| Año                | Lugar                   | Medalla           | Competición             |
| ------------------ | ----------------------- | ----------------- | ----------------------- |
| 2016               | Río de Janeiro (Brasil) | Medalla de bronce | Persecución por equipos |
| Campeonato Mundial |                         |                   |                         |
| Año                | Lugar                   | Medalla           | Competición             |
| 2016               | Londres (Reino Unido)   | Medalla de plata  | Persecución por equipos |